# 4841 Manjiro
4841 Manjiro eller 1989 UO3 är en asteroid i huvudbältet som upptäcktes den 28 oktober 1989 av den japanska astronomen Tsutomu Seki vid Geisei-observatoriet. Den är uppkallad efter Nakahama Manjirō.
Asteroiden har en diameter på ungefär 5 kilometer.